# ГЕС Альбрук-Догерн
ГЕС Альбрук-Догерн — гідроелектростанція на річці Рейн на кордоні між Німеччиною та Швейцарією. Розташована між іншими ГЕС рейнського каскаду — ГЕС Рекінген (вище по течії у Швейцарії) та Лауфенбург.
Будівництво електростанції Альбрук на Високому Рейні, невдовзі після впадіння у нього Ааре, розпочалось в 1929-му та завершилось за чотири роки. У межах проекту ліву протоку перекрили допоміжною греблею, тоді як у правій розташували будівлю руслової станції. Вона обладнана трьома турбінами типу Каплан потужністю по 28 МВт, які при напорі у 9,16 метра забезпечують виробництво 580 млн кВт·год на рік.
У другій половині 2000-х років комплекс доповнили змонтованою у греблі бульбовою турбіною (станція Догерн), яка при потужності 24 МВт та напорі у 8,75 метра забезпечує виробництво 122 млн кВт·год на рік.
Видача продукції відбувається по ЛЕП, що працює під напругою 116 кВ.
У другій половині 2010-х на станції Альбрук заплановано провести відновлення всіх трьох турбін.